# Aphaenogaster longiceps
Aphaenogaster longiceps är en myrart som först beskrevs av Smith 1858.  Aphaenogaster longiceps ingår i släktet Aphaenogaster och familjen myror.

## Underarter
Arten delas in i följande underarter:
- A. l. flava
- A. l. longiceps

## Bildgalleri

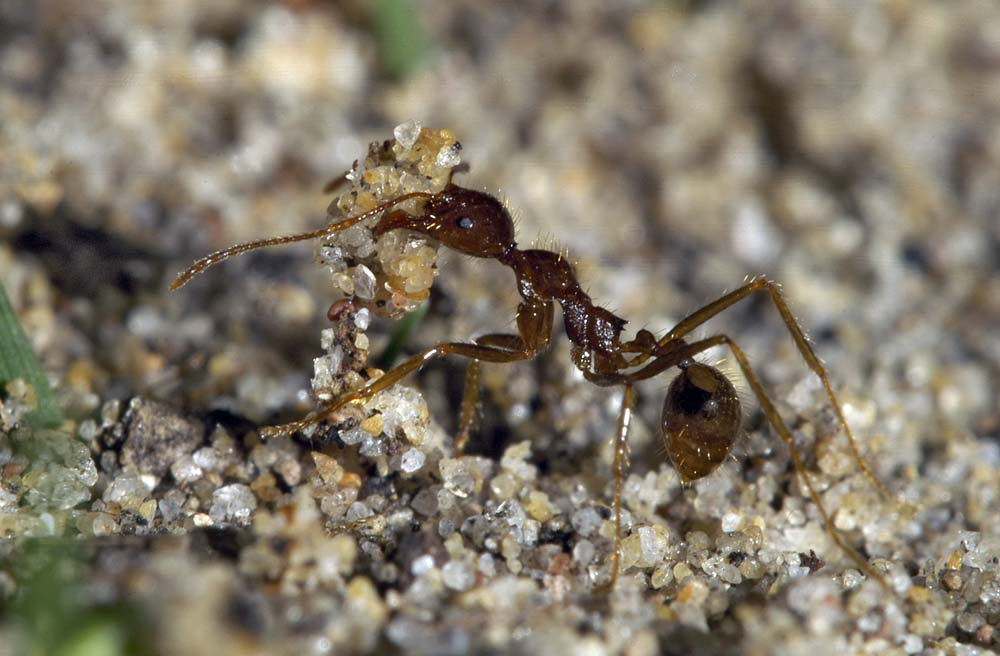
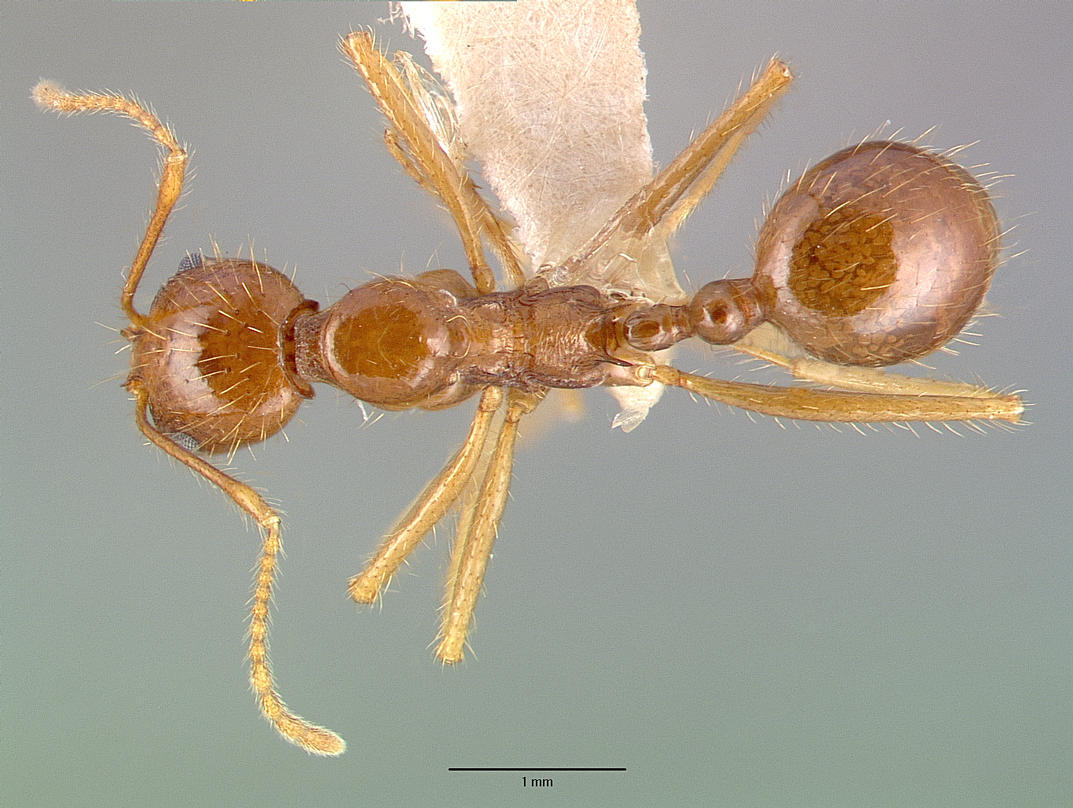
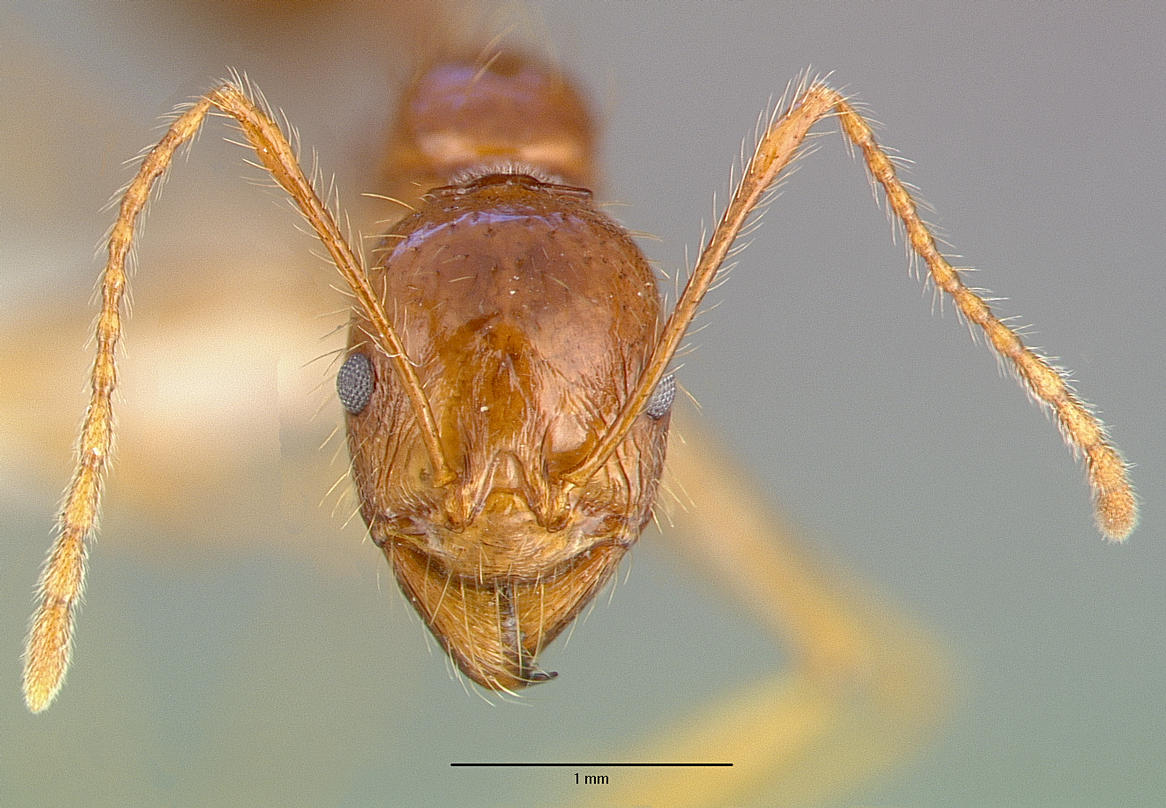
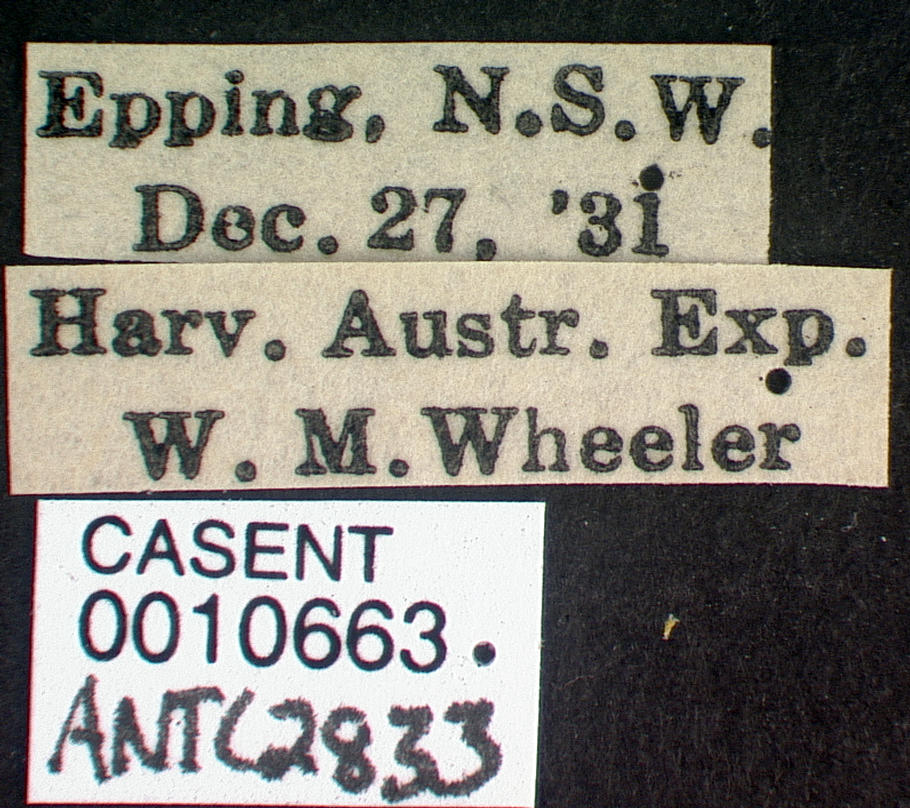
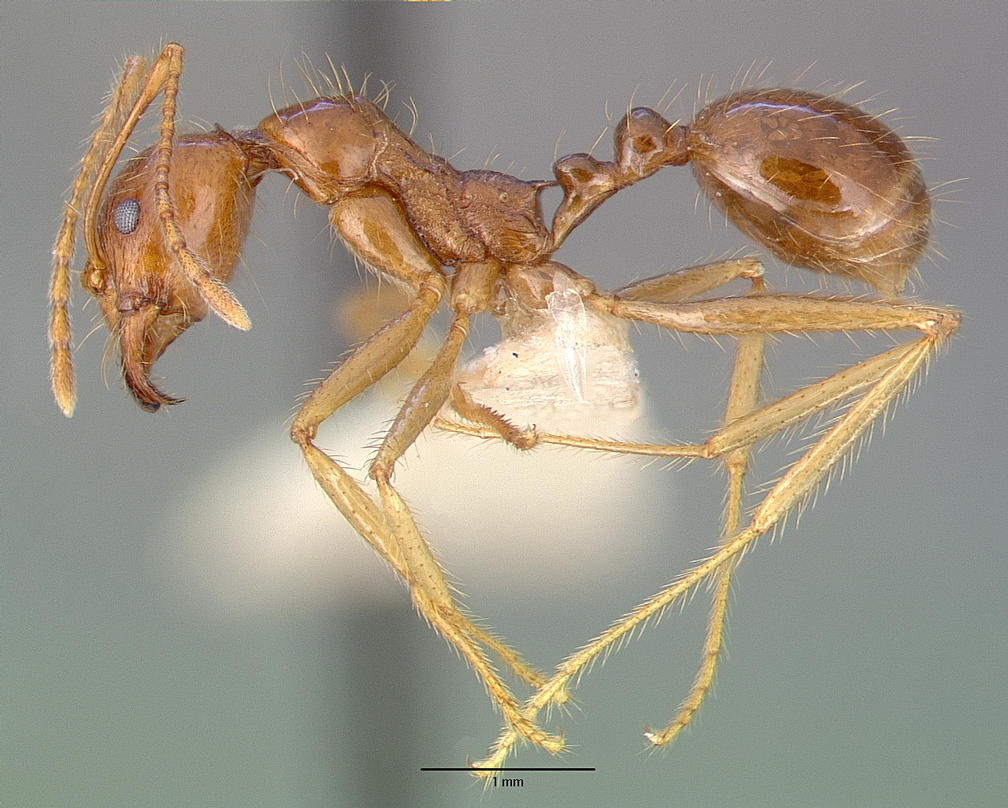